# Carolina – Auf der Suche nach Mr. Perfect
Carolina – Auf der Suche nach Mr. Perfect (Originaltitel: Carolina) ist eine US-amerikanisch-deutsche Filmkomödie der Regisseurin Marleen Gorris aus dem Jahr 2003.

## Handlung
Die drei Töchter von „Ted“ Mirabeau wurden nach den Bundesstaaten der Vereinigten Staaten Carolina, Georgia und Maine benannt. Die Großmutter der Mädchen, Millicent Mirabeau, kleidet sich extravagant und flirtet mit verheirateten Männern.
Carolina wünscht sich mehr Normalität im Leben. Sie zieht nach Kalifornien, wo zwei junge Männer um sie werben.

## Kritiken
- Betty Jo Tucker schrieb, sie fühle sich an ihre beiden Großmütter erinnert. Shirley MacLaine spiele die Rolle der Großmutter auf eine auffallende, bravouröse Weise. Die Regie von Marleen Gorris verleihe der Komödie eine menschliche Note. Der Film zeige die Bedeutung der Familie, selbst wenn diese unvollkommen sei.[2]
- Rotten Tomatoes schrieb in der Kritik, die Komödie spreche alle Generationen an. Die Leistungen von Julia Stiles und Shirley MacLaine seien solide.[3]

## Trivia
Der Streifen wurde 2003 mit einem Budget von 15 Millionen Dollar abgedreht. Er fand lange keinen Kinoverleiher. 2005 wurde er direkt auf Video veröffentlicht.